# Lord juge en chef d'Angleterre-et-Galles
Pour les articles homonymes, voir Lord Chief Justice.

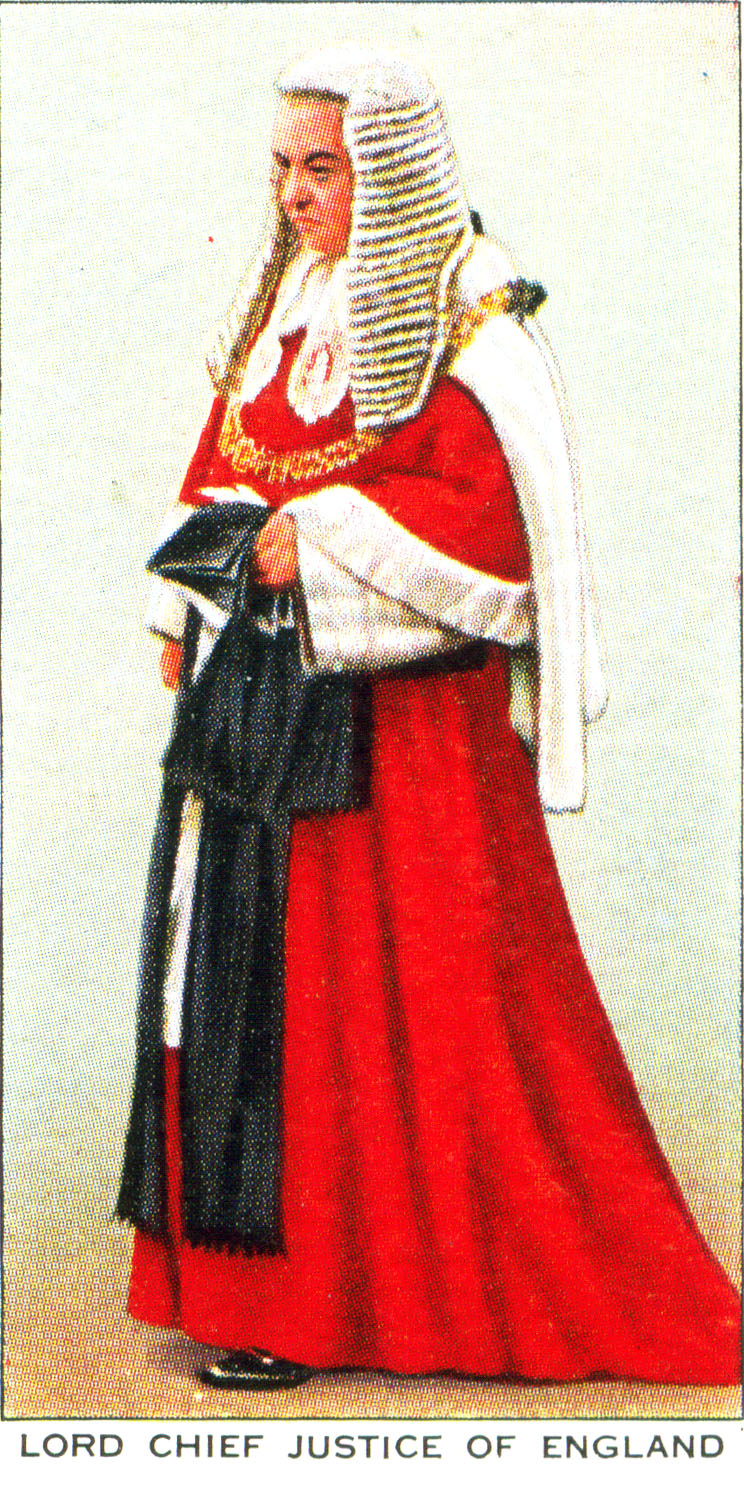
Image représentant un des deuxième juge dans la hiérarchie des tribunaux anglais et gallois
Date	1937
Source	Zigarettenbilder Sammlung
Auteur	Unbekannt: John Player & Sons

Le lord juge en chef d'Angleterre-et-Galles (en anglais : Lord Chief Justice of England and Wales) est le chef du pouvoir judiciaire d'Angleterre et du Pays de Galles et le président des tribunaux d'Angleterre et du Pays de Galles .
Jusqu'en 2005, il était le deuxième dans la hiérarchie des tribunaux anglais et gallois (Courts of England and Wales) derrière le lord chancelier, président de la Chambre des lords,  garde des sceaux du Royaume-Uni et chef du ministère de la Justice.
Après la Constitutional Reform Act 2005, qui priva le lord chancelier de ses fonctions de juge, le lord juge en chef est devenu le premier juge dans la hiérarchie des tribunaux.

## Historique
Bien que la Cour du banc du roi (en anglais : Court of the King's Bench) ait existé dès 1234, le titre de chief justice ne fut pas utilisé avant 1268. La réforme constitutionnelle de 2005 (Constitutional Reform Act 2005) ayant ôté toute fonction judiciaire au lord chancelier, le Lord Chief Justice est devenu le chef de la magistrature d'Angleterre et du Pays de Galles. Il est également le président de la division criminelle de la Cour d'appel (Court of Appeal). Avant que la réforme constitutionnelle n'entre en vigueur, le Lord Chief Justice était aussi à la tête de la Queen's Bench Division de la High Court (cour supérieure de justice). Le poste de président de la cour supérieure de justice est désormais distinct et est actuellement tenu par Igor Judge.
Depuis la réforme constitutionnelle de 2005, le Lord Chief Justice est maintenant choisi par une commission spécialement nommée, convoquée par la Judicial Appointments Commission.
À l'origine, chacune des trois high common law courts (le King's Bench, la Cour des plaids-communs, et la Court of the Exchequer) avait son propre président (Chief Justice). Celui de la Exchequer Court était appelé Lord Chief Baron of the Exchequer et celui de la Cour des plaids-communs simplement Chief Justice of the Court of Common Pleas, tandis que le chef du King's Bench était simplement appelé Lord Chief Justice. La fusion des trois cours en 1875 créa un unique Lord Chief Justice of England.
Il existe aussi le Lord Chief Justice of Northern Ireland (président de la Haute Cour d'Irlande du Nord). L'équivalent du poste en Écosse est le Lord President of the Court of Session, qui est également Lord Justice-General de la High Court of Justiciary, c'est-à-dire président de la juridiction pénale suprême d'Écosse.
Actuellement, le Lord Chief Justice of England and Wales est le baron John Thomas depuis le 30 septembre 2013.

## Liste des lords juges en chef jusqu'en 1875
Jusqu'en 1875, le lord juge en chef préside aussi le King's (ou Queen's) Bench.
- Robert de Bruce (1268 – 6 novembre, 1269)
- Richard of Staines (6 novembre, 1269 – 1273)
- Martin of Littlebury (1273 – 1274)
- Ralph de Hengham (1274 – 1290)
- Gilbert de Thornton (1290 – 1296)
- Roger le Brabazon (1296 – mars 1316)
- William Inge (mars 1316 – 15 juin, 1317)
- Henry le Scrope (15 juin, 1317 – septembre 1323)
- Hervey de Staunton (septembre 1323 – 21 mars, 1324)
- Geoffrey le Scrope (21 mars, 1324 – 1er mai, 1329)
- Robert de Malberthorp (1er mai, 1329 – 28 octobre, 1329)
- Henry le Scrope (28 octobre, 1329 – 19 décembre, 1330)
- Geoffrey le Scrope (19 décembre, 1330 – 28 mars, 1332)
- Richard de Willoughby (28 mars, 1332 – 20 septembre, 1332)
- Geoffrey le Scrope (20 septembre, 1332 – 10 septembre, 1333)
- Richard de Willoughby (10 septembre, 1333 – 1337)
- Geoffrey le Scrope (1337 – octobre 1338)
- Richard de Willoughby (octobre 1338 – 21 juillet, 1340)
- Robert Parning (21 juillet, 1340 – 8 janvier, 1341)
- William Scott (8 janvier, 1341 – 26 novembre, 1346)
- William de Thorpe (26 novembre, 1346 – 26 octobre, 1350)
- William de Shareshull (26 octobre, 1350 – 24 mai, 1361)
- Henry Green (24 mai, 1361 – 29 octobre, 1365)
- John Knyvet (29 octobre, 1365 – 15 juillet, 1372)
- John de Cavendish (15 juillet, 1372 – 14 juin 1381) (assassiné pendant la Révolte anglaise des paysans de 1381)
- Robert Tresylian (22 juin 1381 – 31 janvier 1388)
- Walter de Cloptone (31 janvier 1388 – 15 novembre, 1400)
- William Gascoigne (15 novembre, 1400 – 29 mars, 1413)
- William Hankford (29 mars, 1413 – 21 janvier, 1424)
- William Cheyne (21 janvier, 1424 – 20 janvier, 1439)
- John Ivyn (20 janvier, 1439 – 13 avril, 1440)
- John Hody (13 avril, 1440 – 25 janvier, 1442)
- John Fortescue (25 janvier, 1442 – 13 mai, 1461)
- John Markham (13 mai, 1461 – 23 janvier, 1469)
- Thomas Billing (23 janvier, 1469 – 7 mai, 1481)
- William Hussey (7 mai, 1481 – 24 novembre, 1495)
- John Fineux (24 novembre, 1495 – 23 janvier, 1526)
- John Fitz-James (23 janvier, 1526 – 21 janvier, 1539)
- Edward Montagu (21 janvier, 1539 – 9 novembre, 1545)
- Richard Lyster (9 novembre, 1545 – 21 mars, 1552)
- Roger Cholmeley (21 mars, 1552 – 4 octobre, 1553)
- Thomas Bromley (4 octobre, 1553 – 11 juin, 1555)
- William Portman (11 juin 1555 – 8 mai 1557)
- Edward Saunders (8 mai, 1557 – 22 janvier, 1559)
- Robert Catlyn (22 janvier, 1559 – 8 novembre, 1574)
- Christopher Wray (8 novembre, 1574 – 2 juin, 1592)
- John Popham (2 juin, 1592 – 25 juin, 1607)
- Thomas Fleming (25 juin, 1607 – 25 octobre, 1613)
- Edward Coke (25 octobre, 1613 – 16 novembre, 1616)
- Henry Montagu (16 novembre, 1616 – 29 janvier, 1621)
- James Ley (29 janvier, 1621 – 26 janvier, 1625)
- Ranulph Crewe (26 janvier, 1625 – 5 février, 1627)
- Nicholas Hyde (5 février, 1627 – 24 octobre, 1631)
- Thomas Richardson (24 octobre, 1631 – 4 février, 1635 ; mort en fonction)
- John Brampston (14 avril, 1635 – 31 octobre, 1642)
- Robert Heath (31 octobre, 1642 – octobre 1645)
- Henry Rolle (12 octobre, 1648 – 15 juin, 1655)
- John Glynne (15 juin, 1655 – 17 janvier, 1660)
- Richard Newdigate (17 janvier, 1660 – 1er octobre 1660)
- Robert Foster (1er octobre 1660 – 19 octobre, 1663)
- Robert Hyde (19 octobre, 1663 – 21 novembre, 1665)
- John Kelynge (21 novembre, 1665 – 18 mai, 1671)
- Matthew Hale (18 mai, 1671 – 12 avril, 1676)
- Richard Raynsford (12 avril, 1676 – 31 mai 1678)
- William Scroggs (31 mai 1678 – 11 avril, 1681)
- Francis Pemberton (11 avril, 1681 – 28 septembre, 1683)
- George Jeffreys (28 septembre, 1683 – 23 octobre, 1685)
- Edward Herbert (23 octobre, 1685 – 22 avril, 1687)
- Robert Wright (22 avril, 1687 – 17 avril, 1689)
- John Holt (17 avril, 1689 – 11 mars, 1710)
- Thomas Parker (11 mars, 1710 – 15 mai, 1718)
- John Pratt (15 mai, 1718 – 2 mars, 1725)
- Robert Raymond (2 mars, 1725 – 31 octobre, 1733)
- Philip Yorke (31 octobre, 1733 – 8 juin, 1737)
- William Lee (8 juin, 1737 – 2 mai, 1754)
- Dudley Ryder (2 mai, 1754 – 8 novembre, 1756)
- William Murray (8 novembre, 1756 – 4 juin, 1788) (comte de Mansfield à partir de 1776)
- Lloyd Kenyon (4 juin, 1788 – 11 avril, 1802)
- Edward Law (11 avril, 1802 – 2 novembre, 1818)
- Charles Abbott (2 novembre, 1818 – 4 novembre, 1832)
- Thomas Denman (4 novembre, 1832 – 5 mars, 1850)
- John Campbell (5 mars, 1850 – 24 juin, 1859)
- Alexander Cockburn (24 juin, 1859 – 1er novembre 1875)

## Liste des lords juges en chef d'Angleterre puis d'Angleterre et Galles, de 1875 à nos jours
- Alexander Cockburnt (1er novembre 1875 - 20 novembre 1880) (mort en poste)
- John Duke Coleridge (29 novembre 1880 - 14 juin 1894) (mort en fonction)
- Charles Russell (11 juillet 1894 - 10 août 1900) (mort en fonction)
- Richard Everard Webster (24 octobre 1900 - 21 octobre 1913)
- Rufus Isaacs (21 octobre 1913 - 8 mars 1921)
- Alfred Tristram Lawrence (15 avril 1921 - 2 mars 1922)
- Gordon Hewart (8 mars 1922 - 12 octobre 1940)
- Thomas Inskip (14 octobre 1940 - 23 janvier 1946)
- Rayner Goddard (23 janvier 1946 - 29 septembre 1958)
- Hubert Parker (29 septembre 1958 - 20 avril 1971)
- John Passmore Widgery (20 avril 1971 - 15 avril 1980)
- Geoffrey Dawson Lane, baron Lane (15 avril 1980 - 27 avril 1992)
- Peter Murray Taylor (27 avril 1992 - 4 juin 1996)
- Thomas Henry Bingham (4 juin 1996 - 6 juin 2000)
- Harry Woolf (6 juin 2000 - 30 septembre 2005)
- Nick Phillips (30 septembre 2005 – 1er octobre 2008)
- Igor Judge (1er octobre 2008 - 30 septembre 2013)
- John Thomas (1er octobre 2013 - 1er octobre 2017)
- Ian Burnett (depuis le 2 octobre 2017)